# Bürvenicher Berg / Tötschberg
Koordinaten: 50° 38′ 39″ N, 6° 36′ 11″ O

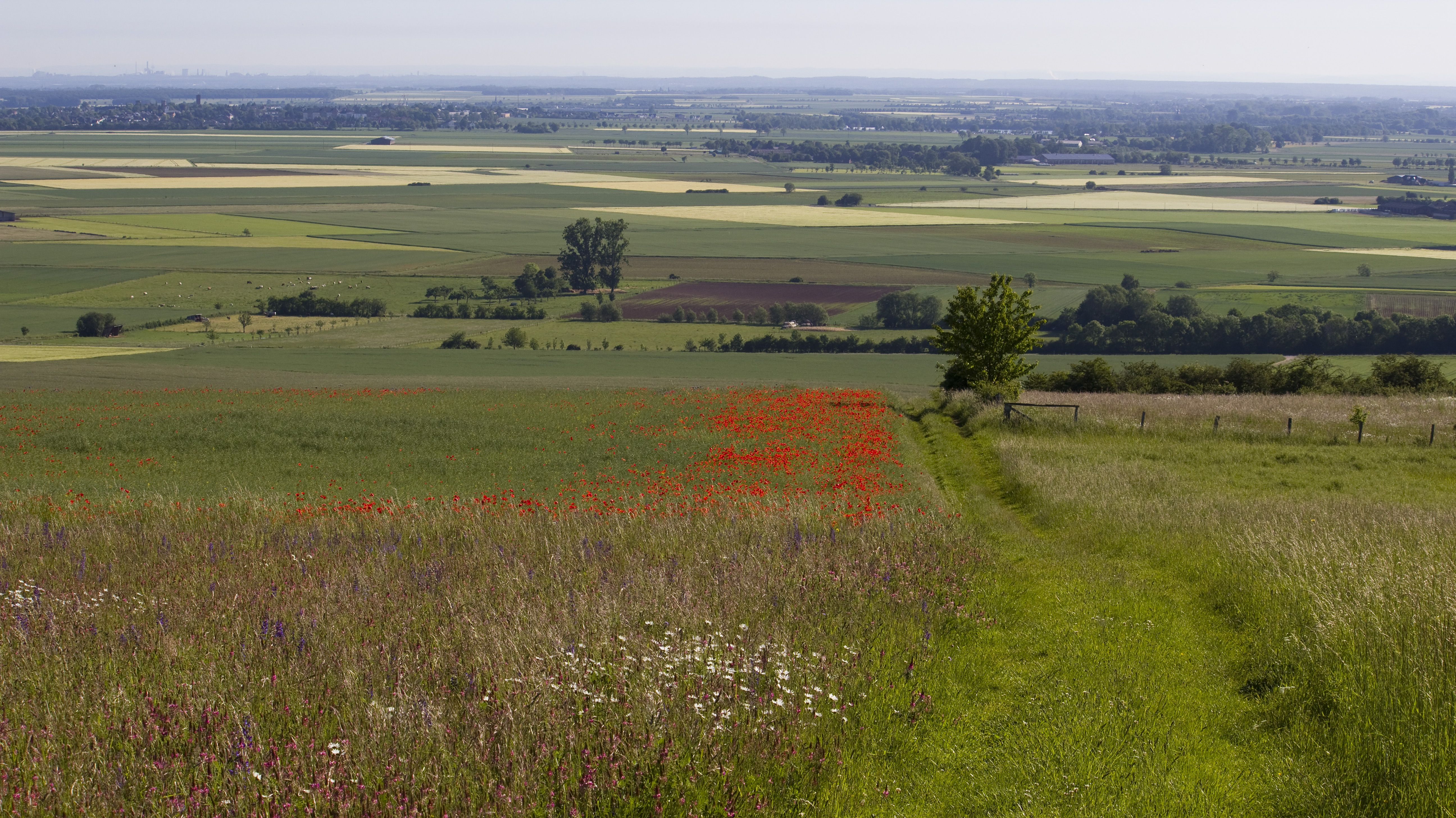
Naturschutzgebiet Bürvenicher Berg / Tötschberg (Mai 2014)

Das Naturschutzgebiet Bürvenicher Berg / Tötschberg liegt auf dem Gebiet der Stadt Zülpich im Kreis Euskirchen in Nordrhein-Westfalen.
Das aus drei Teilflächen bestehende Gebiet erstreckt sich südwestlich der Kernstadt Zülpich und südlich des Zülpicher Stadtteils Bürvenich. Nordöstlich verläuft die Landesstraße L 11, westlich die B 265 und östlich die B 477.

## Bedeutung
Für Zülpich ist seit 2008 ein 17,11 ha großes Gebiet unter der Kenn-Nummer EU-176 als Naturschutzgebiet ausgewiesen. Das Gebiet wurde unter Schutz gestellt wegen der Bedeutung des Gebietes für die Errichtung eines zusammenhängenden ökologischen Netzes besonderer Schutzgebiete in Europa.